# I Liceum Ogólnokształcące im. Króla Stanisława Leszczyńskiego w Jaśle
I Liceum Ogólnokształcące im. Stanisława Leszczyńskiego w Jaśle – liceum ogólnokształcące z siedzibą w Jaśle.

## Historia

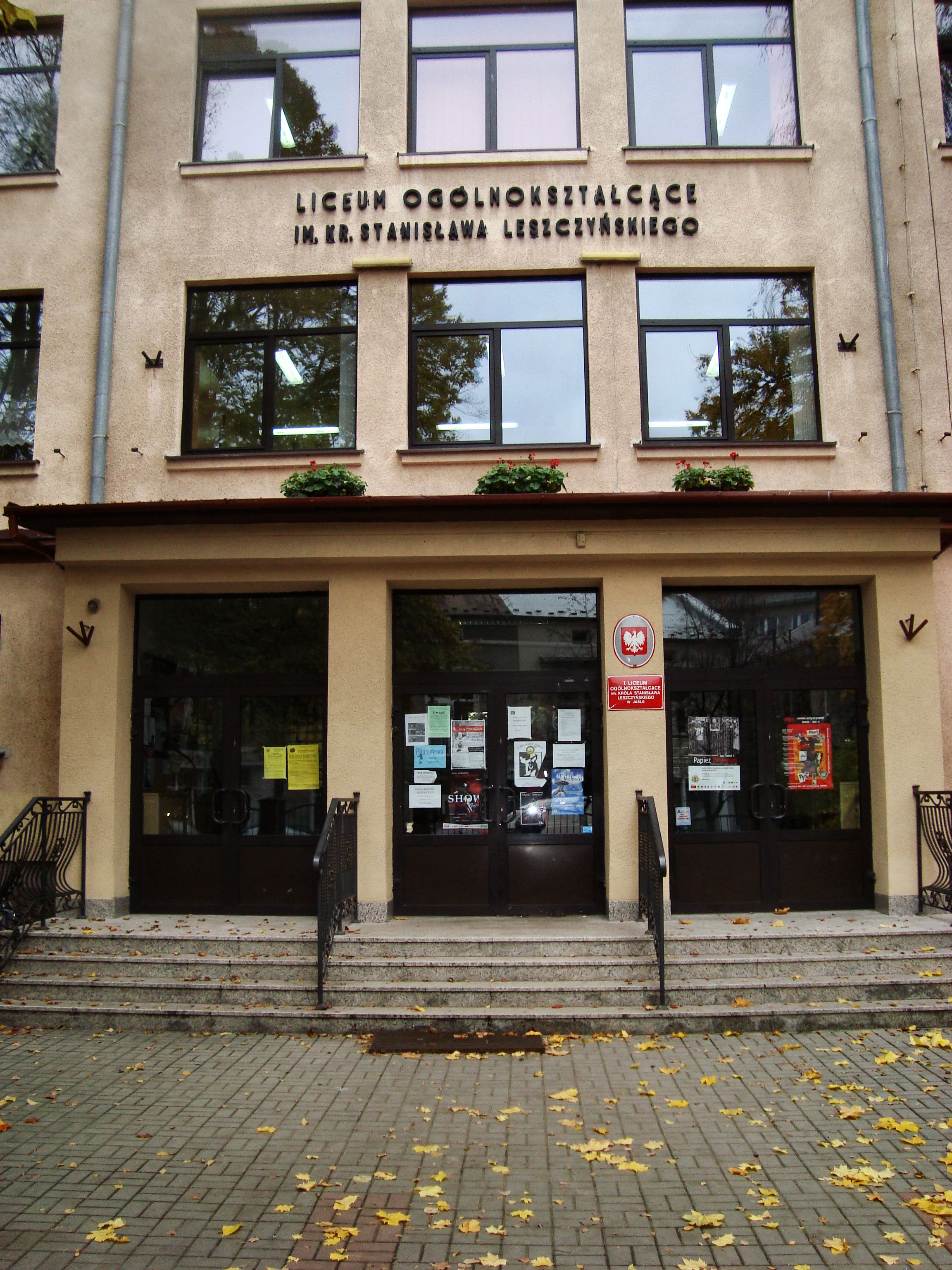
Budynek I LO w Jaśle przed stylizacją na wizerunek przedwojenny

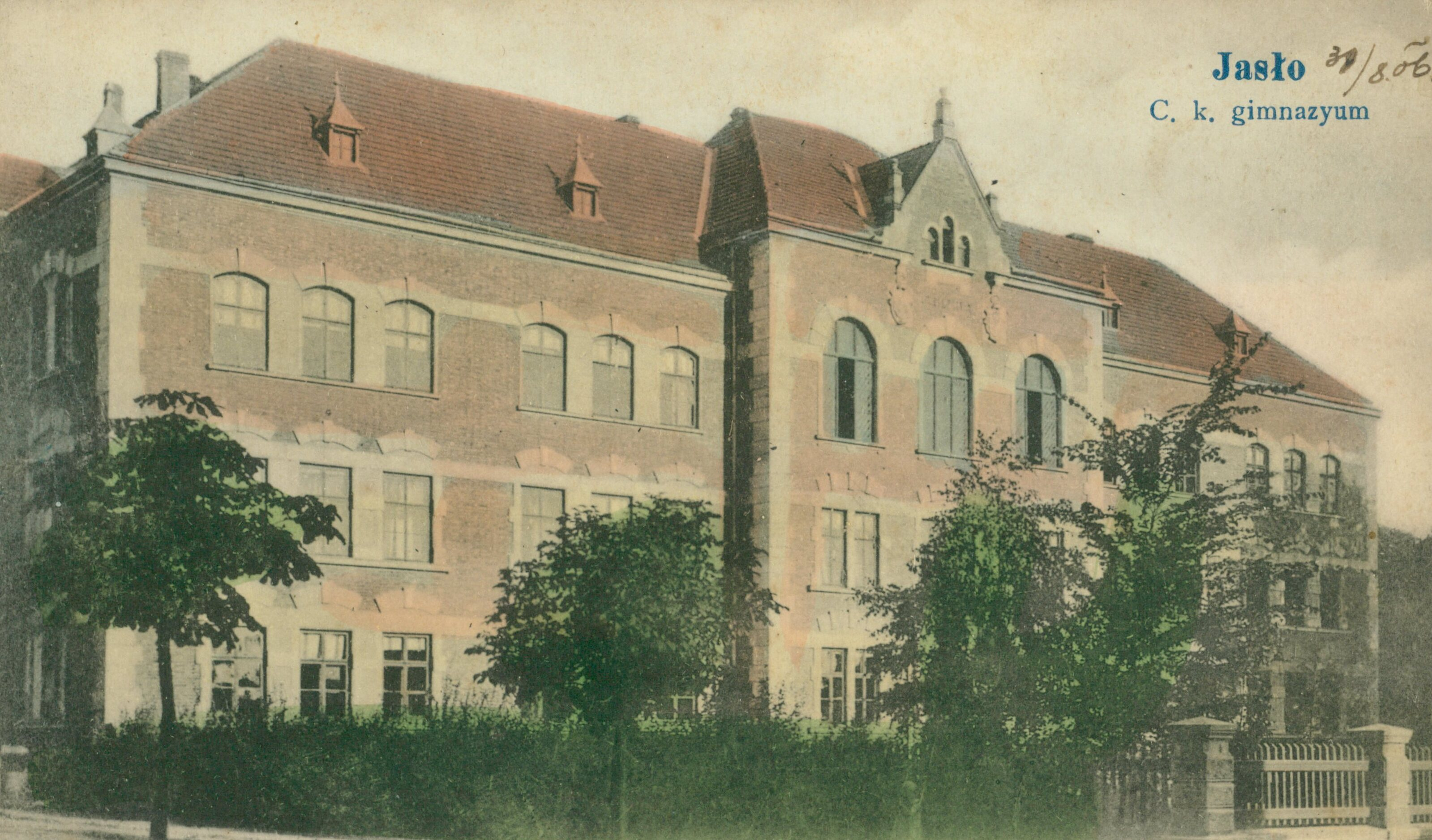
Budynek gimnazjum około 1906

### Kalendarium
- 1862 – Burmistrz miasta Jasła Antoni Koralewski poddał Radzie Miejskiej myśl założenia Gimnazjum w Jaśle oraz przeprowadził uchwałę upoważniającą Zarząd Miejski do poczynienia odpowiednich starań.
- 1868 – Rada Szkolna Krajowa rozporządzeniem z dnia 22.08.1868 roku zatwierdziła osobny statut, na mocy którego powstało Niższe Gimnazjum w Jaśle. 16 września 1868 – uroczyste rozpoczęcie roku szkolnego, zajęcia szkolne odbywały się w budynku, z którego w latach późniejszych powstał ratusz.
- 1875 – Gimnazjum otrzymało statut zakładu państwowego, a koszty jego utrzymania przeszły na rząd.
- 1876 – Odbyły się pierwsze matury, które zdane zostały przez osiemnastu uczniów
- 1891 – Wmurowanie kamienia węgielnego pod budowę budynku szkoły i sali gimnastycznej przy ulicy Czackiego.
- 1892 – Rozpoczęcie działalności Gimnazjum w nowym gmachu z udziałem namiestnika hrabiego Kazimierza Badeniego oraz wiceprezydenta dr Michała Bobrzyńskiego.
- 1893 – Ukończenie budowy kaplicy gimnazjalnej.
- 1904 – W latach 1904–1908 rozwijała działalność organizacja młodzieży ludowej.
- 1912 – 5 października oddana została do użytku Bursa Gimnazjalna imienia Adama Mickiewicza. W zakładzie sformowała się pierwsza na tym terenie drużyna harcerska imienia gen. Józefa Bema.
- 1919 – Uchwałą Rady Ministrów zakład otrzymał nazwę: Państwowe Gimnazjum im. Króla Stanisława Leszczyńskiego w Jaśle.
- 1920 – Ponad trzystu uczniów wzięło udział w walkach o ustalenie granic Rzeczypospolitej Polskiej na Śląsku, w Wielkopolsce i wschodniej części kraju.
- 1935 – Reforma szkół średnich, w wyniku której wprowadzone zostało 4-letnie gimnazjum oraz 2-letnie liceum dwóch typów: humanistyczne i matematyczno-fizyczne. Placówka otrzymała nazwę „Państwowe Gimnazjum i Liceum im. Króla Stanisława Leszczyńskiego w Jaśle”.
- 1939 – Wybuch II wojny światowej. Wydano odgórne rozporządzenie zawieszenia nauki i ewakuacji tajnych akt szkoły. 8 września niemiecki komendant placu zajął gmach Liceum. Rozpoczęcie działalności tajnego nauczania.
- 1942 – Pierwszy tajny egzamin dojrzałości odbył się latem 1942. Bursa gimnazjalna stała się siedzibą gestapo.
- 1944 – Czwarty raz z kolei odbyły się tajne matury. Budynek gimnazjalny został zaminowany, Kaplica oraz Bursa gimnazjalna zostały spalone.
- 1945 – Decyzja Kuratorium Okręgu Krakowskiego z dnia 19.02.1945 o wznowieniu działalności Państwowego Koedukacyjnego Gimnazjum i Liceum im. Króla Stanisława Leszczyńskiego w Jaśle. Organizacja pierwszej powojennej matury.
- 1948 – Reforma szkolna i zmiana nazwy szkoły na Państwową Koedukacyjną Szkołę Ogólnokształcącą Stopnia Licealnego im. Króla Stanisława Leszczyńskiego w Jaśle.
- 1951 – Oddanie do użytku młodzieży internatu przy ulicy Słowackiego.
- 1959 – Zmiana nazwy szkoły na Liceum Ogólnokształcące im. Króla Stanisława Leszczyńskiego w Jaśle.
- 1960 – Rozpoczęcie budowy nowego budynku szkolnego na miejscu dawnego gmachu przy ulicy Czackiego i Mickiewicza.
- 1962 – 1 września oddanie nowego budynku. Utworzenie Technikum Chemicznego przy Liceum Ogólnokształcącym.
- 1966 – Otrzymanie odznaki 1000-lecia Państwa Polskiego.
- 1968 – W dniach 21-23 czerwca 1968 odbyły się obchody jubileuszu 100-lecia istnienia gimnazjum, podczas których zostały odsłonięte w gmachu szkoły tablice: w pierwszym dniu upamiętniająca wychowanka gimnazjum Rudolfa Weigla, a w drugim upamiętniająca jubileusz 100-lecia szkoły[1][2]
- 1973 – Szkoła została uhonorowana Medalem Komisji Edukacji Narodowej.
- 1993 – 25-27 czerwca obchody 125-lecia założenia Szkoły i 100-lecia wzniesienia kaplicy gimnazjalnej.
- 2006 – Ks. Andrzej Sroka zakłada chór „Soli Deo”.
- 2008 – Obchody 140-lecia założenia Szkoły.
- 2010 – 25 maja obchody 70. rocznicy zbrodni katyńskiej, odsłonięcie pomnika „Golgota Wschodu”, posadzenie dębu pamięci w hołdzie ppor. rez. Antoniemu Nowakowi, absolwentowi zamordowanemu w Katyniu.
- 2012 – 24 lutego obchody 40. rocznicy śmierci Hugona Steinhausa.
- 2018 – Obchody 150-lecia istnienia Szkoły.

### Ogólny rys historyczny
W 1868 na terenie Galicji (zabór austriacki) powstało pierwsze gimnazjum, a zarazem pierwsza szkoła. Przez lata swojego istnienia zmieniała swoją nazwę i typ, a od roku 1875 zostało uznane za zakład państwowy, który uczył filologiczno-klasycznych przedmiotów. Przez lata kadra nauczycielska kształciła młodzież polską w wielu kierunkach: geografii, matematyce, fizyce, biologii, historii oraz sztuce – rysunku i muzyce.
Prócz tych czysto naukowych celów Gimnazjum jasielskiego było też dążenie do wlania ducha patriotyzmu w obywateli, wielu z nich później zostało świetnymi przykładami doskonałego wypełnienia tego celu. Byli nimi m.in.: Kasper Wojnar, Ignacy Solarz z Ołpin, Kazimierz Weis, Rudolf Weigl, Hugo Steinhaus, Stanisław Pigoń, Stanisław Pawłowski, Stanisław Kadyi, Stanisław Proń czy Marian Gumowski.
Na przełomie lat 1892/1893 została wybudowana kaplica gimnazjalna pod wezwaniem św. Stanisława BM, w której odbywały się nabożeństwa i msze święte w obrządku rzymskokatolickim dla uczniów gimnazjum oraz dla mieszkańców Jasła.

### Okres I wojny światowej
Podczas I wojny światowej szkoła musiała zawiesić swoją pracę, a sam budynek stał się siedzibą wojskową, 262 uczniów i 16 profesorów wstąpiło w szeregi żołnierskie. Po skończonej wojnie niejasne były granice na wschodzie, po powszechnej mobilizacji około 300 uczniów i dwóch profesorów Roman Saphier i Jakub Kuska wyruszyło na wojnę przeciw Rosji, broniąc polskiej flagi. Na kartach historii najwyraźniej zapisali się oni w bitwie pod Firlejówką, która miała miejsce 6 listopada 1920 roku, podczas walk zginął Roman Saphier oraz 8 wychowanków liceum. Poległych w tej bitwie upamiętnia granitowa tablica wykonana w dwudziestoleciu międzywojennym przez Eugeniusza Dacyla, ulokowana najpierw w budynku gimnazjalnym, a w 1938 przeniesiona do pobliskiej kaplicy szkolnej.

### Dwudziestolecie międzywojenne
W dwudziestoleciu międzywojennym szkoła kształciła uczniów w każdym kierunku, uczniowie mieli możliwość uczestniczenia w wielu organizacjach takich jak PCK, harcerstwo, SKO itp.
Zarządzeniem Ministra Wyznań Religijnych i Oświecenia Publicznego z 1937 zostało utworzone „Państwowe Liceum i Gimnazjum im. Króla Stanisława Leszczyńskiego w Jaśle” (państwowa szkoła średnią ogólnokształcąca, złożoną z czteroletniego gimnazjum i dwuletniego liceum), po wejściu w życie tzw. reformy jędrzejewiczowskiej szkoła miała charakter męski, a wydział liceum ogólnokształcącego był prowadzony w typie humanistycznym i matematycznym. Pod koniec lat 30. szkoła funkcjonowała pod adresem ulicy Tadeusza Czackiego 6.

### Okres II wojny światowej
W wyniku II wojny światowej szkoła została doszczętnie zniszczona, z całego kompleksu szkolnego ocalała jedynie sala gimnastyczna, która była osobnym budynkiem oraz kaplica gimnazjalna, która w części została spalona. Jednak w konspiracji nauczyciele tacy jak: Kazimierz Płaczek, Leon Król, Kazimierz Krajewski czy Aleksander Drozd uczyli młodzież polską i potajemnie organizowali egzaminy maturalne.

### Okres powojenny i teraźniejszość
Po zakończonej wojnie udało się pod przewodnictwem dyrektora Jana Lisowskiego w 1962 r. wznieść nowy gmach szkoły, auli znajdującej się w budynku nadano później imię dyrektora Lisowskiego.
Od 2010 roku w liceum znajduje się obserwatorium astronomiczne.
W 2018 roku odbyły się uroczystości z okazji 150-lecia założenia szkoły.

## Dyrektorzy i profesorowie

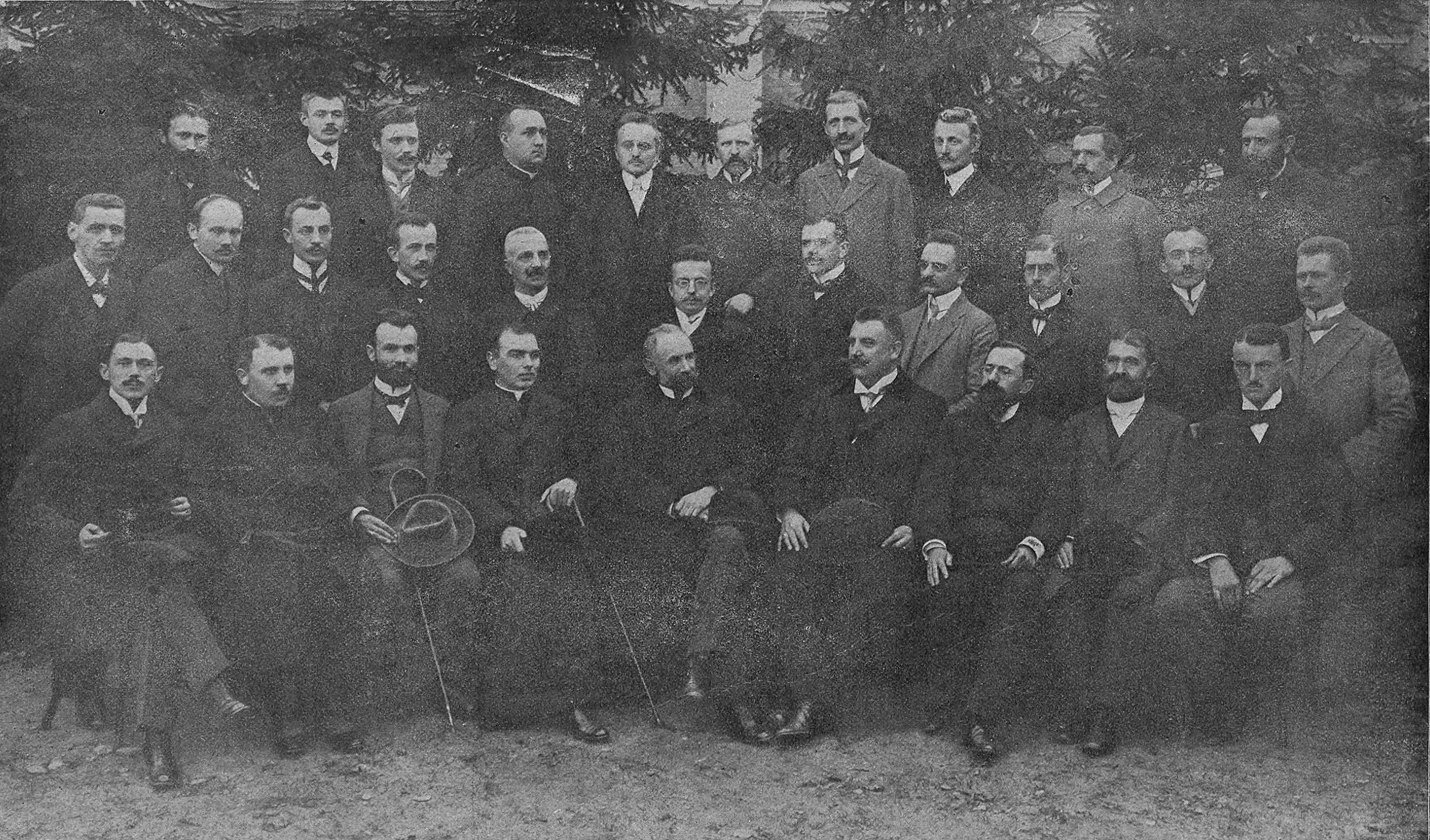
Dyr. Józef Słotwiński wraz z gronem nauczycielskim (1911)

(na podstawie materiałów źródłowych)
| Dyrektorzy i kierownicy - Andrzej Karpiński (1868–1880) - Emanuel Wolff (kierownik) - Klemens Sienkiewicz (1881–1899) - Józef Słotwiński (1899–1912) - Kazimierz Midowicz (1912–1929) - Emil Język (1930–1933) - Jakub Runicki - Kazimierz Płaczek (1936–1939) - Leon Król (1945–1948) - Kazimierz Krajewski (1948–1950) - Marian Lis (1950–1956) - Jan Lisowski (1956–1965) - Mieczysław Zygmunt (1965–1976) - Stanisław Kumik (1976–1982) - Juliusz Jankisz (1982–1999) - Ryszard Libucha (1999–2004) - Zbigniew Waszkiel (2004–2014) - Barbara Wierdak-Cyboroń (2014–2019) - Sebastian Styczyński (2019) - Jacek Nawrocki (2019-nadal) |  | Nauczyciele - o. Piotr Feliks Bogaczyk - Kasper Brzostowicz - Jan Karol Całczyński - Józef Chlebek - Ludwik Eminowicz (1907-1910) - Ludwik Glatman - Józef Jałowy - Józef Jedlicz (1905-1907) - o. Leopold Alojzy Karwacki - Zygmunt Klinger - Jan Knapik - Adam Konopnicki - Apolinary Kotowicz - Jakub Kuska - Celestyn Lachowski - Witold Lechowski - August Mroczkowski - Hipolit Neuwirth - Karol Petelenz - Kazimierz Poniatowski - Roman Saphier - Witold Sokołowski - Maksymilian Wiśniowiecki - Jerzy Żuławski |

## Wychowankowie
(w nawiasach podano rok ukończenia szkoły z egzaminem dojrzałości; na podstawie materiałów źródłowych)
- Kazimierz Zygmunt Antosz – duchowny katolicki, aktywny duszpasterz przedwojennej archidiecezji lwowskiej (1924)
- Stanisław Basiński – nauczyciel (1884)
- Ignacy Bielecki – doktor wszechnauk lekarskich, lekarz, oficer Wojska Polskiego, społecznik (1882)
- Piotr Feliks Bogaczyk – franciszkanin (1887)
- Tadeusz Brąglewicz – oficer (1914)
- Stanisław Cebula – profesor gimnazjalny (1900)
- Ludwik Ciba – oficer (1913)
- Marian Cichoń – prof. dr hab nauk ekonomicznych, wykładowca na UE w Krakowie
- Zbyszko Cyganiewicz – zapaśnik o międzynarodowej sławie, aktor
- Eugeniusz Dacyl – kamieniarz, działacz społeczny
- Mieczysław Dedo – dyplomata (1950)
- Andrzej Maria Deskur – kardynał prezbiter, wysoki urzędnik Kurii Rzymskiej, kawaler Orderu Orła
- Władysław Dukiet – prawnik (1887)
- Antoni Gabryszewski – lekarz chirurg, pionier ortopedii (1881)
- Eugeniusz Garbacik – ekonomista (1931)
- Józef Garbacik – historyk (1926)
- Emil Gaweł – adwokat, działacz sokoli, oficer (1894)
- Maksym Gorlicki – duchowny, święty prawosławny
- Andrzej Grasela – nauczyciel (1900)
- Jacek Grün – muzyk, dziennikarz, politolog (1968)
- Józef Gryglewicz – oficer (1928)
- Jarosław Gowin – polityk, publicysta (1980)[16]
- Marian Gumowski – historyk
- Anna Halcewicz – aktorka (1965)
- Benedykt Halicz – biolog (1921)
- Tadeusz Hołuj – publicysta, pisarz
- Józef Jałowy – duchowny rzymskokatolicki (1905)
- Stefan Jaracz – aktor teatralny i filmowy, publicysta i pisarz
- Piotr Jaroszewicz – generał dywizji Wojska Polskiego, polityk, premier PRL
- Zygmunt Jaślar – autor monografii o Haczowie (1938)
- Franciszek Jórasz – oficer Wojska Polskiego (1914)
- Jan Kanty Jugendfein – prawnik, polityk (1878)
- Grzegorz Juszczyk – dyrektor Narodowego Instytutu Zdrowia Publicznego – Państwowego Zakładu Higieny.
- Stanisław Kadyi – lekarz okulista, wybitny polski kolekcjoner (1918)
- Tadeusz Klimecki – oficer (1914)
- Jan Knapik – nauczyciel, filozof (1925)
- Jozafat Kocyłowski – greckokatolicki biskup przemyski, męczennik, błogosławiony (1896)
- Tadeusz Kokesz – ofiara zbrodni hitlerowskich, działacz narodowy (1936)
- Stanisław Kołodziej – Sługa Boży Kościoła katolickiego, męczennik Oświęcimia i Dachau (1927)[13]
- Roman Kostikow – duchowny rzymskokatolicki, kapelan wojskowy (1919)
- Jan Kozak – chemik (1898)
- Zygmunt Kukulski – naukowiec (1909)
- Stanisław Lasocki – geofizyk (1968)
- Adam Lazarowicz – oficer (1921)
- Władysław Lutecki – duchowny rzymskokatolicki, malarz, muzealnik (1903)
- Mira Kuś – poetka, publicystka,członkini Stowarzyszenia Pisarzy Polskich.[potrzebny przypis]
- Witold Lechowski – polityk, nauczyciel, samorządowiec, wicewojewoda podkarpacki
- Witold Litwiniszyn – urzędnik (1885)
- Adam Loret – założyciel i pierwszy dyrektor Lasów Państwowych
- Maciej Loret – archiwariusz
- Władysław Lutecki – duchowny katolicki, szambelan papieski, kustosz Muzeum Diecezjalnego w Przemyślu (1903)
- Ryszard Łukasik – marynarz, admirał flory Marynarki Wojennej (1964)
- Zygmunt Łyszczek – dyplomata (1968)
- Andrzej Marecki – oficer
- Seweryn Mściwujewski – major lekarz Wojska Polskiego (1903)
- Karol Myśliwiec – archeolog i egiptolog, członek PAN (1961)
- Hipolit Neuwirth – filolog klasyczny, nauczyciel (1877)
- Piotr Niezgoda – duchowny rzymskokatolicki, dziekan generalny Wojska Polskiego (1894)
- Aleksander Oberc – duchowny katolicki, Sprawiedliwy wśród Narodów Świata
- Andrzej Oberc – geolog, profesor AGH w Krakowie (1938)
- Józef Oberc – geolog, profesor Uniwersytetu Wrocławskiego (1937)
- Paweł Oberc – geofizyk
- Stanisław Pawłowski – geograf, profesor Uniwersytetu Poznańskiego, członek PAU (1902)
- Józef Petrycki – dziennikarz, poseł na Sejm, polityk Narodowej Demokracji
- Stanisław Pigoń – historyk literatury polskiej, edytor, pedagog, profesor UJ w Krakowie (1906)[17]
- Stanisław Postępski – prawnik, oficer (1896)
- Adam Puzoń – prawnik, oficer (1930 lub 1931)
- Wit Rzepecki – lekarz
- Włodzimierz Sieradzki – profesor medycy sądowej (1888)
- Zbigniew Skrudlik – sportowiec, szermierz florecista, dwukrotny medalista olimpijski (1951)
- Ignacy Solarz – pedagog, działacz ruchu ludowego i spółdzielczego (1912)
- Jan Stapiński – działacz ruchu ludowego (1889)
- Piotr Steczkowski – duchowny katolicki, kanonista, profesor Uniwersytetu Rzeszowskiego
- Hugo Steinhaus – aforysta i matematyk żydowskiego pochodzenia, autor licznych publikacji naukowych (1905)
- Bronisław Syzdek – doktor historii, pisarz, kierownik Centralnego Archiwum KC PZPR
- Marian Szarek – duchowny katolicki, kanonik
- Jan Szczepanik – nauczyciel, wybitny wynalazca zwany „polski Edisonem”
- Stanisław Szczepański – malarz (1913)
- Jan Szymański – lekarz (1921)
- Zdzisław Truskolaski – malarz (1919)
- Jan Trznadel – duchowny katolicki (1885)
- Wawrzyniec Typrowicz – notariusz (1909)
- Wojciech Walczak – geograf i geomorfolog, profesor Uniwersytetu Wrocławskiego (1934)
- Władysław Warchoł – podpułkownik piechoty Wojska Polskiego (1916)
- Wojciech Węgrzyn – sędzia, wiceminister sprawiedliwości
- Michał du Vall – prawnik, profesor prawa, członek Collegium Invisibile (1971)
- Kazimierz Wais – duchowny rzymskokatolicki (1885)
- Jan Wawszczak – duchowny rzymskokatolicki (1907)
- Rudolf Weigl – biolog, wynalazca szczepionki przeciw tyfusowi plamistemu, nominowany do Nagrody Nobla w 1948
- Szymon Wierdak – profesor
- Jan Ignacy Wodyński – malarz i wykładowca akademicki m.in. w Akademii Sztuk Pięknych w Warszawie (1922)
- Adam Wodziczko – botanik (1906)
- Ludwik Wypasek – duchowny katolicki, michalita, misjonarz
- Alicja Zając – działaczka społeczna i samorządowa, senator RP
- Stanisław Zborowski (Stanisław Zub) – duchowny rzymskokatolicki, patriota, więzień czasów komunistycznych (1935)
- Józef Zięba – duchowny rzymskokatolicki, przyjaciel bł. Jerzego Popiełuszki (1965)

## Teatr Art Express
Teatr założony został przez Edwarda Lechetę, nauczyciela języka polskiego, w 1986, a swój debiut miał w marcu 1987 na Wojewódzkim Przeglądzie Szkolnych Zespołów Artystycznych w Brzozowie, gdzie wystawił spektakl „Ćwiczenia dykcyjne z Tuwima”. Teatr ten zdobył trzykrotnie nagrodę główna Finału Forum w Poznaniu – Złotą Maskę, w latach 2001, 2003 i 2005 za spektakle: Brawo girl, Dzień belfra oraz Dyptyk otwarty. Teatr brał też udział w Forum Teatrów Szkolnych, Finale Przeglądu Szkolnych Zespołów Artystycznych oraz Międzynarodowym Festiwalu Teatralnym „Korczak”.
W latach swojej młodości z teatrem związani byli późniejsi aktorzy: Marta Malikowska, Janusz Laskowski, Maria Patykiewicz, Bartosz Cieniawa, Karolina Bugała.